# Streets of Rage (Computerspiel)
Streets of Rage (jap. ベア・ナックル 怒りの鉄拳 Bare Knuckle: Ikari no Tekken) ist ein vom Entwicklerstudio Sega für das Sega Mega Drive, den Sega Game Gear und das Sega Master System entwickeltes Beat ’em up. Es ist der erste Teil der Streets-of-Rage-Reihe.

## Spielprinzip und -ablauf
Streets of Rage ist ein Beat ’em up. Der Spieler schlüpft in die Rolle der ehemaligen Polizisten Adam Hunter (männlich, Alter: 23 Jahre), Axel Stone (männlich, Alter: 22 Jahre) oder Blaze Fielding (weiblich, Alter: 21 Jahre), die die Stadt vor dem bösartigen, die Regierung und Polizei kontrollierenden Syndikat des Mr. X retten müssen. Mit einem dieser, vor dem Beginn des Spiels auszuwählenden und mit unterschiedlichen Stärken und Fähigkeiten ausgestatteten Charaktere, muss man sich, unter einem gewissen Zeitdruck, den Weg durch insgesamt acht, mit Ausnahme eines Lastenaufzugs stets seitwärts scrollende Level, bzw. Runden, kämpfen. Die verschiedenen, aus unterschiedlichen Richtungen auf dem Bildschirm erscheinenden Gegner, darunter Schläger, Punks, Ninjas und peitscheschwingende Dominas in unterschiedlicher Ausführung und Stärke, können u. a. mit Schlägen und Tritten, aber auch mit diversen, aufsammelbaren Nahkampfwaffen, wie Glasflaschen, Messer, Baseballschlägern und Metallrohren angegriffen werden. Weiterhin aufsammelbare Nahrungsmittel, namentlich Äpfel und Braten, bringen durch die Kämpfe gegebenenfalls eingebüßte Lebensenergie zurück. Dem Spieler steht außerdem eine begrenzte Anzahl eines Spezialangriffs zur Verfügung, der es ermöglicht, Verstärkung in Form eines Polizeiautos zu rufen, welches eine Art Smart Bomb abfeuert. Am Ende einer Runde, mit Ausnahme des Aufzuglevels, muss ein besonders widerstandsfähiger Endgegner besiegt werden, der im Zweispielermodus meist in doppelter Ausführung auftritt, bis man schließlich nach der achten Runde auf Mr. X als absoluten Endgegner trifft. In manchen Runden gilt es außerdem entsprechende Zwischengegner zu bekämpfen. Die unterschiedlich hohen Punkte, die man für das Erledigen der Gegner gutgeschrieben bekommt, können durch im Spiel verteilte, aufsammelbare Geldsäcke und Goldbarren, vermehrt werden, sodass eher eine bestimmte Punktezahl erreicht werden kann, durch welche dem Spieler, zusätzlich zu den am Beginn des Spiels verfügbaren drei Leben, ein Bonusleben hinzugefügt wird. Sind sämtliche verfügbaren Leben verbraucht, hat man durch sogenannte Continues noch dreimal die Möglichkeit, die Anzahl der Leben auf die am Anfang des Spiels verfügbaren zurückzusetzen, ohne dass selbiges von neuem begonnen werden muss, wobei die bis zu diesem Zeitpunkt erreichte Punktezahl ebenfalls zurückgesetzt wird. Außerdem hat der Spieler vor Beginn des Spiels die Möglichkeit, zwischen vier Schwierigkeitsgraden (Easy, Normal, Hard, Hardest) zu wählen, welche Auswirkungen auf Gegneranzahl, -stärke und Punktevergabe haben.

## Entwicklung
Der leitende Designer Noriyoshi Oba wollte ein Spiel entwickeln, das Ähnlichkeiten mit den Spielen Final Fight und Double Dragon aufweist. Zudem wurde das Spiel auch von den Action-Fernsehsendungen Starsky & Hutch und Das A-Team beeinflusst.

## Veröffentlichung
Das Spiel erschien 1991 für das Sega Mega Drive. 1992 wurde es für den Game Gear und ein Jahr später auch für das Sega Master System umgesetzt und war ebenfalls Bestandteil der 1992 erschienenen „Sega Classics Arcade Collection“ für die Mega-CD-Erweiterung. Aufgrund der großen Popularität des Titels wurde er später in diverse Spielesammlungen für die Konsolen übernommen. Zudem wurde der erste Teil der Serie am 2. März 2007 auf der Virtual Console der Wii veröffentlicht.

## Rezeption
Streets of Rage bekam von Electronic Gaming Monthly gute Kritiken. Die Kritiker bezeichneten das Spiel als das beste Kampfspiel aller Zeiten und machten es damit allen anderen Titeln wie Final Fight überlegen. Gelobt wurde eine „hervorragende Grafik, das Gameplay, die große Anzahl an Angriffen sowie der Zweispielermodus und die Musik“. Auch Mega Play nannte es das „beste Kampfspiel aller Zeiten“ und lobte ebenfalls die Grafik und den Soundtrack. Mega platzierte das Spiel auf Platz 6 seiner Top-Mega-Drive-Spiele aller Zeiten.